# نوبوتاكا تسوتسوى
نوبوتاكا تسوتسوى (باليابانية: 筒井信隆؛ بالكانا: つつい のぶたか) هو مستشار ضريبي ‏ ومحامي وسياسي ياباني، ولد في 10 نوفمبر 1944. حزبياً، نشط في الحزب الديمقراطي الياباني. وقد انتخب عضو مجلس النواب من اليابان.